# Mike Hall
Michael Horus Hall, más conocido como Mike Hall (Chicago, 5 de junio de 1984) es un exjugador de baloncesto estadounidense con nacionalidad irlandesa que fue profesional durante 15 temporadas. Con 2,03 metros de estatura, jugaba en la posición de ala-pívot.

## Trayectoria
Mike Hall comenzó su carrera deportiva en los George Washington Colonials de la primera división de la liga universitaria estadounidense (NCAA). Tras ello, en 2006 se unió como agente libre a los Tulsa 66ers de la liga de desarrollo de la NBA (NBA G League) durante dos temporadas. Durante esta etapa, fue contactado por los Washington Wizards de la NBA para unirse a ellos durante medio año, periodo en el que disputó dos encuentros. 
En 2008 pone rumbo a Europa de la mano del Olimpia Milano de la Serie A italiana. Allí disputaría más de 60 partidos, incluida la Euroliga, y se convirtió en uno de los máximos reboteadores del campeonato nacional. En 2010, tras un breve paso por el Teramo Basket, regresa a la NBA G League con los Dakota Wizards y, posteriormente llega a España, donde disputa 25 partidos con el Baloncesto Fuenlabrada.
Tras ello, ficha por el Maccabi Ashdod B.C. israelí, pero una lesión trunca su temporada. Después de una estancia posterior en los Toros de Aragua de la liga venezolana, regresa a nuestro país para unirse al Bàsquet Manresa. Sin embargo, pronto cambiaría de aires, recalando primero en el Centro Juventud Sionista argentino y, tras ello, en el Aries Trikala B.C. griego. 
En 2015 regresaría a Italia, donde jugó durante 5 temporadas en varios equipos de la segunda división como Scaligera Basket Verona, Pallacanestro Biella, Bondi Ferrara, Virtus Cassino y Assigeco Casalpusterlengo.
El 31 de enero de 2021, regresa a España para reforzar al UBU Tizona de la Liga LEB Oro.